# Piding
Piding è un comune tedesco di 5 464 abitanti situato nel land della Baviera.